# Puchar Himalajów
Puchar Himalajów (tytuł oryg. Phörpa) – bhutańsko-australijska komedia obyczajowa z 1999 roku w reżyserii Khyentse Norbu. Zdjęcia kręcono w Himalajach, w indyjskim stanie Himachal Pradesh. Film był pierwszym w historii bhutańskim kandydatem do Oscara dla najlepszego filmu nieanglojęzycznego, ale ostatecznie nie zdobył nominacji.

## Opis fabuły
14-letni Orgyen rozpoczyna naukę w tybetańskim klasztorze. Właśnie odbywają się rozgrywki mistrzostw świata w piłce nożnej i Orgyen nie zamierza przegapić ani jednego meczu. Choć mury klasztoru są strzeżone, chłopak i jego nowi przyjaciele wymykają się, by oglądać mecze w telewizji.

## Obsada
- Jamyang Lodro jako Orgyen
- Orgyen Tobgyal jako Geko
- Neten Chokling jako Lodo
- Kunsang Nyima jako Palden
- Godu Lama jako Stary Lama
- Dzigar Kongtrul jako Vajra Master
- Kunsang jako kucharz Monk

i inni